# Andrés Jantus
Andrés Jantus (Buenos Aires, Argentina; 10 de junio de 1994) es un futbolista profesional argentino que juega como volante o defensor y su equipo actual es Excursionistas de la Primera C de Argentina.

## Trayectoria
Comenzó su carrera en el Club Atlético Colegiales, donde a corta edad se ganó un lugar en el equipo titular jugando de defensor o mediocampista. Estos buenos rendimientos hicieron que el Fútbol Club Andorra de Gerard Piqué lo comprara en 2018. En el equipo español logró el ascenso a Segunda B. En 2020 tuvo un breve paso por San Martín de Mendoza. En septiembre de ese año se confirmó su pase a Berazategui, de la Primera C de Argentina.

## Clubes
| Club           | País      | Año           |
| -------------- | --------- | ------------- |
| Colegiales     | Argentina | 2015-2018     |
| Andorra        | Andorra   | 2018-2019     |
| San Martin (M) | Argentina | 2020          |
| Berazategui    | Argentina | 2020-2021     |
| Excursionistas | Argentina | 2021-presente |

## Palmarés

### Campeonatos regionales
| Título           | Equipo        | País   | Año  |
| ---------------- | ------------- | ------ | ---- |
| Primera Catalana | F. C. Andorra | España | 2019 |